# Nuevo Chagres
Nuevo Chagres é uma cidade costeira e corregimiento na província de Colón, no Panamá, e a capital do distrito de Chagres. Teve uma população de 499 a partir de 2010. Sua população como de 1990 era de 327. Sua população a partir de 2000 era 419.
A cidade é nomeada após o assentamento histórico de Chagres, que ficam a cerca de 13,2 km (13,2 km) a noroeste, na foz do rio Chagres. O Canal do Panamá foi ampliada em 1916 para incluir a boca do Rio Chagres. A cidade de Chagres,com suas 96 casas e 400 a 500 habitantes, foi então "Despovoada", e seus ex-residentes foram transferidos para Cidade do Panamá.